# The Pinnacle
The Pinnacle (en chino simplificado, 广晟国际大厦; en chino tradicional, 广晟國際大廈) es un rascacielos construido en Cantón, China. La torre de oficinas de 350 metros (1 149 pies) contiene 60 plantas, con seis sótanos. El edificio fue finalizado en 2012. Es el 4.º rascacielos más alto de Cantón. Se localiza en la zona central de la ciudad, cerca del centro financiero.